# Un'idea geniale (film 1987)
Un'idea geniale (Happy New Year) è un film del 1987 diretto da John G. Avildsen.

## Curiosità
Il film è il remake di Una donna e una canaglia di Claude Lelouch, che compare qua come attore.